# Roberto Fraile

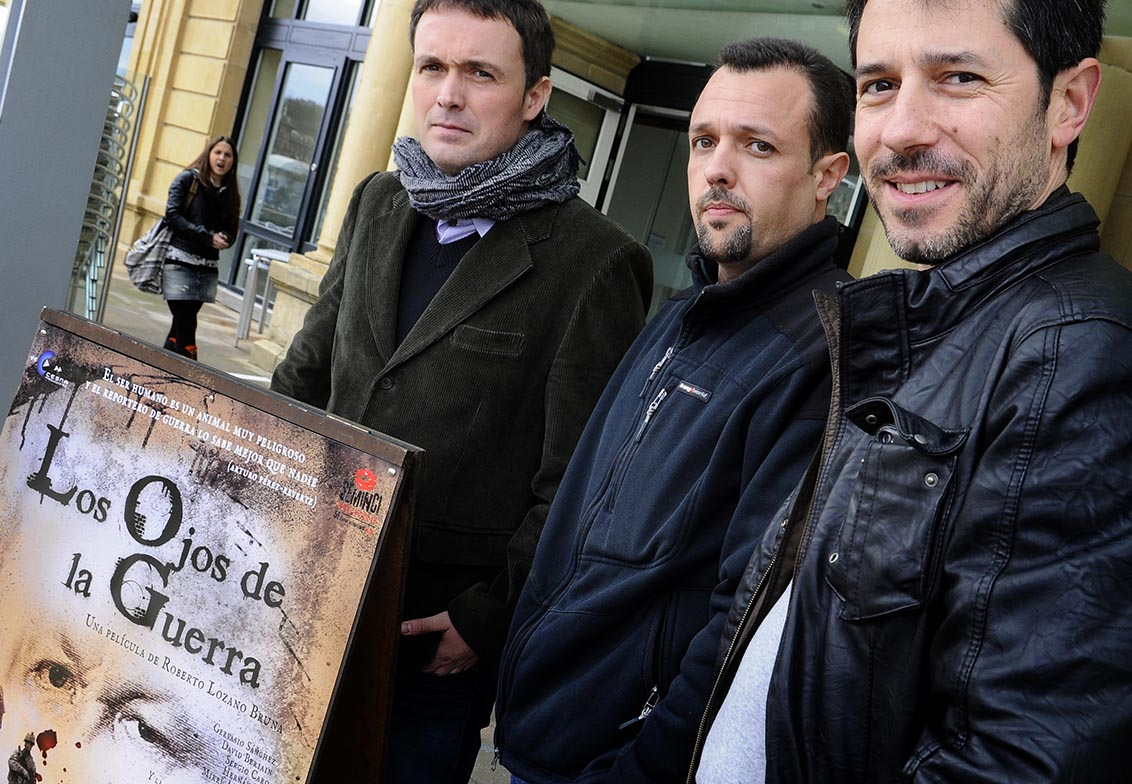
Mikel Ayestaran, Roberto Fraile i Roberto Lozano en la presentació de la pel·lícula 'Los ojos de la guerra' el 2012.

Roberto Fraile (Barakaldo, 1974 - Burkina Faso, 26 d'abril de 2021) va ser un periodista i camarògraf basc.
Nascut a Barakaldo, va viure i treballar en diversos mitjans de comunicació de Salamanca. Era camarògraf a la televisió de Salamanca des de la dècada del 1990 i alguns anys també va estar a La 8 de Salamanca. Durant bona part de la seva carrera va estar lligat a la Ràdio Televisió de Castella i Lleó.
Compaginava aquestes feines amb la gravació de conflictes armats. El 2012 va resultar ferit per una explosió a Alep, on estava gravant les tropes insurgents i va ser operat en un hospital i evacuat a Turquia. Durant els darrers anys de la seva vida va fer documentals a Colòmbia i Brasil.
Fou segrestat i assassinat mentre gravava un documental sobre la caça furtiva a Burkina Faso una ONG dedicada a la protecció del medi ambient. En concret van ser segrestats amb David Beriain, el conservacionista irlandès Rory Young i un ciutadà de Burkina Faso després d'una emboscada a Pama, capital de la província de Kompienga. Era pare de dos fills.